# بانداج سرانداز

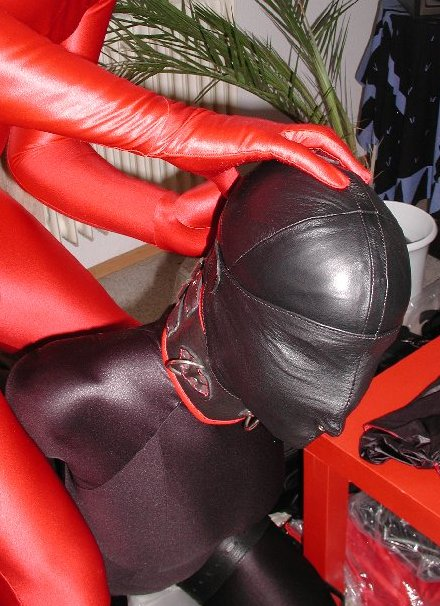
یک فرد مطیع به همراه زنتای و پوشش کامل چرمی.

بانداج سرانداز نوعی فتیشیسم محسوب می‌شود. این سرانداز ممکن است از لاستیک، لاتکس، پلی وینیل، اسپندکس، دارلکس یا چرم ساخته شده باشد. از سراندازهایی که کل صورت را می‌پوشاند معمولاً برای عمل بانداج سر استفاده می‌شود.